# Fahrenheit
Fahrenheit — шостий студійний альбом гурту Toto, випущений у серпні 1986 року лейблом Columbia.

## Список композицій
| #   | Назва                       | Автор                                 | Тривалість |
| --- | --------------------------- | ------------------------------------- | ---------- |
| 1.  | «Till the End»              | Девід Пейч, Джозеф Вільямс            | 5:17       |
| 2.  | «We Can Make It Tonight»    | Баррі Брегмен, Джефф Поркаро, Вільямс | 4:16       |
| 3.  | «Without Your Love»         | Пейч                                  | 4:33       |
| 4.  | «Can't Stand It Any Longer» | Стів Лукатер, Пейч, Вільямс           | 4:40       |
| 5.  | «I'll Be over You»          | Лукатер, Ренді Гудрем                 | 3:50       |
| 6.  | «Fahrenheit»                | Пейч, Д. Поркаро, Вільямс             | 4:39       |
| 7.  | «Somewhere Tonight»         | Лукатер, Пейч, Д.Поркаро              | 3:46       |
| 8.  | «Could This Be Love»        | Пейч, Вільямс                         | 5:14       |
| 9.  | «Lea»                       | Стів Поркаро                          | 4:29       |
| 10. | «Don't Stop Me Now»         | Лукатер, Пейч                         | 3:05       |

## Персоналії
«Toto»
- Джозеф Вільямс — лід-вокал
- Стів Лукатер — гітара, бек-вокал, лід-вокал у піснях «Without Your Love» і «I'll Be over You»
- Девід Пейч — клавішні, бек-вокал
- Стів Поркаро — клавішні, бек-вокал, лід-вокал у пісні «Lea»
- Майк Поркаро — бас-гітара
- Джефф Поркаро — барабани, перкусія